# Festival Mundial de la Joventut i els Estudiants

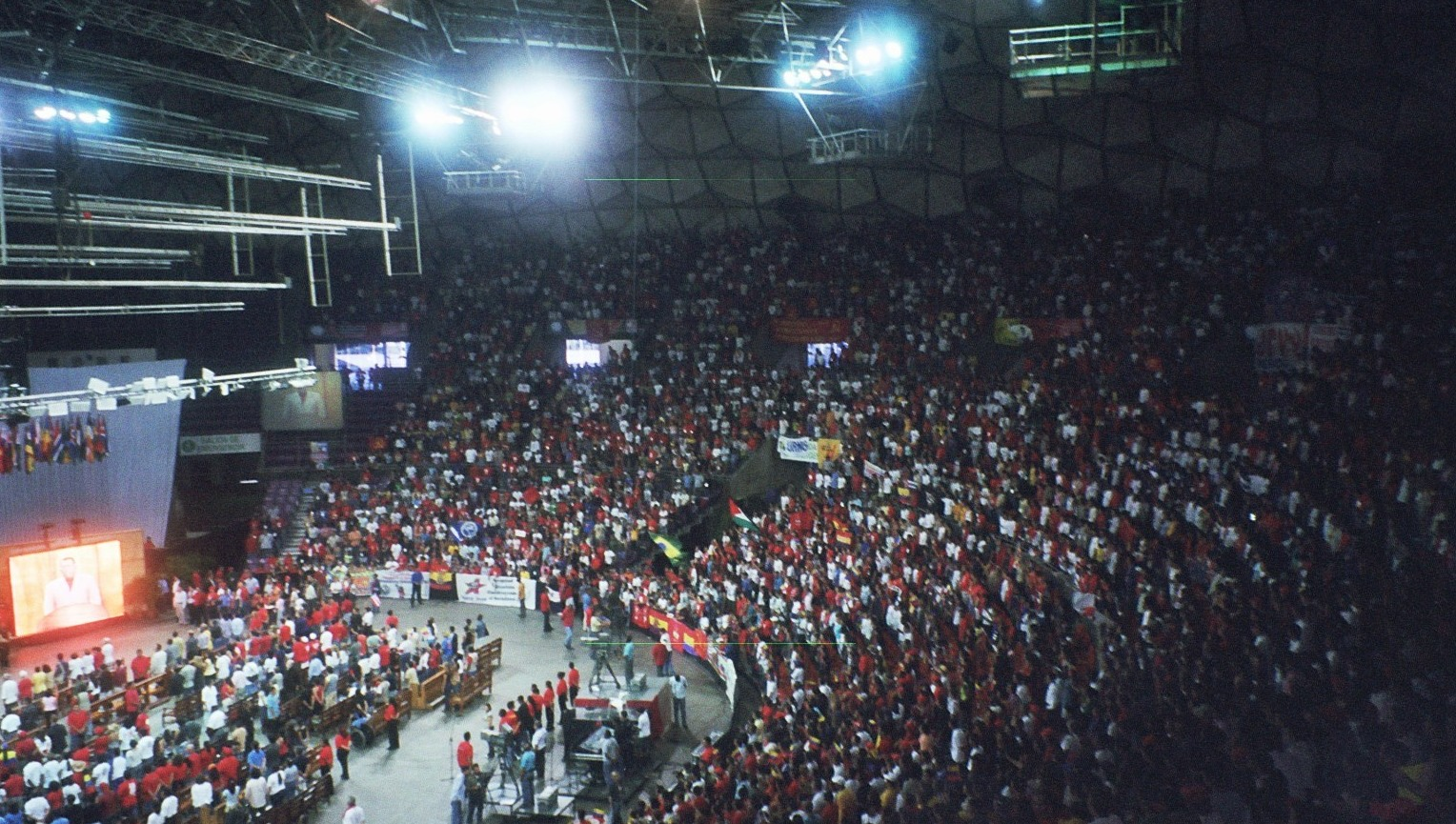
Festival Mundial de la Joventut i els Estudiants celebrat a Caracas, Veneçuela l'any 2005.

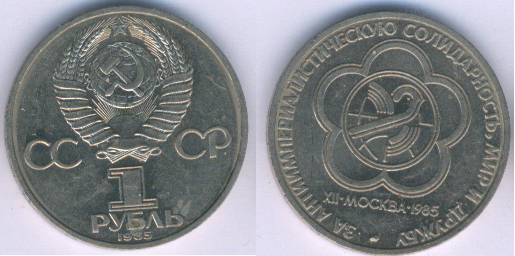
Moneda commemorativa soviètica del XII FMJE

El Festival Mundial de la Joventut i els Estudiants (FMJE) és un esdeveniment internacional organitzat en forma conjunta per la Federació Mundial de la Joventut Democràtica (FMJD) i la Unió Internacional d'Estudiants des de 1947.
Orientat al debat polític i de marcada tendència esquerrana, bona part de la seva assistència ha estat tradicionalment conformada per militants d'organitzacions juvenils de partits comunistes i grups relacionats. Els successius festivals s'han declarat antiimperialistes i a favor de la pau. La majoria de les edicions del FMJE durant la Guerra Freda es van dur a terme en estats socialistes, a excepció de les realitzades a Àustria el 1959 i Finlàndia el 1962 —tots dos neutrals. L'edició més concorreguda, Moscou 1957, va reunir més de 34.000 persones de 131 països. Amb la desintegració del Bloc de l'Est la FMJD va sofrir un dur revés que va portar a un lapse de 8 anys durant el qual no es va realitzar cap festival. El 1997 el XIV Festival Mundial de la Joventut i els Estudiants va marcar un punt d'inflexió a partir del qual van tornar a celebrar-se edicions a lapses regulars. El darrer Festival es va celebrar a la ciutat russa de Sotxi el 2017 i va tenir més de 25.000 participants d'un total de 185 països.

## Cronologia
| Logo      | Ed.                                                  | Any  | Estat                          | Ciutat    | Assistència de públic | Països participants | Lema oficial |
| FMJE 1947 | I Festival Mundial de la Joventut i els Estudiants   | 1947 | Txecoslovàquia                 | Praga     | 17.000                | 71                  | Joventut, uneix-te en la lluita per una pau ferma i duradora!                                                                  |
| FMJE 1949 | II Festival Mundial de la Joventut i els Estudiants  | 1949 | Hongria                        | Budapest  | 20.000                | 82¹                 | Joventut, uneix-te! Avanci, per una pau ferma, per la democràcia, la independència nacional dels pobles i per un futur millor! |
| FMJE 1951 | III Festival Mundial de la Joventut i els Estudiants | 1951 | República Democràtica Alemanya | Berlín    | 26.000                | 104                 | Joventut, uneix-te enfront del perill d'una nova guerra, en pro d'una pau duradora!                                            |
| FMJE 1953 | IV Festival Mundial de la Joventut i els Estudiants  | 1953 | Romania                        | Bucarest  | 30.000                | 111                 | No! Nostra generació ja no servirà a la mort i la destrucció!                                                                  |
| FMJE 1955 | V Festival Mundial de la Joventut i els Estudiants   | 1955 | Polònia                        | Varsòvia  | 31.000                | 114                 | ¡Per la pau i l'amistat! |
| FMJE 1957 | VI Festival Mundial de la Joventut i els Estudiants  | 1957 | Rússia                         | Moscou    | 34.000                | 131                 | ¡Per la pau i l'amistat! |
| FMJE 1959 | VII                                                  | 1959 | Àustria                        | Viena     | 18.000                | 112                 | ¡Per la pau i l'amistat! |
| FMJE 1962 | VIII                                                 | 1962 | Finlàndia                      | Hèlsinki  | 18.000                | 137                 | ¡Per la pau i l'amistat! |
| FMJE 1968 | IX                                                   | 1968 | Bulgària                       | Sofia     | 20.000                | 138                 | ¡Per la solidaritat, la pau i l'amistat!                                                                                       |
| FMJE 1973 | X                                                    | 1973 | República Democràtica Alemanya | Berlín    | 25.600                | 140                 | !Per la solidaritat antiimperialista, la pau i l'amistat!                                                                      |
| FMJE 1978 | XI                                                   | 1978 | Cuba                           | L'Havana  | 18.500                | 145                 | ¡Per la solidaritat antiimperialista, la pau i l'amistat!                                                                      |
|           | XII                                                  | 1985 | Rússia                         | Moscou    | 26.000                | 157                 | ¡Per la solidaritat antiimperialista, la pau i l'amistat!                                                                      |
| FMJE 1989 | XIII                                                 | 1989 | Corea del Nord                 | Pyongyang | 22.000                | 177                 | ¡Per la solidaritat antiimperialista, la pau i l'amistat!                                                                      |
| FMJE 1997 | XIV                                                  | 1997 | Cuba                           | L'Havana  | 12.325                | 136                 | ¡Per la solidaritat antiimperialista, la pau i l'amistat!                                                                      |
| FMJE 2001 | XV                                                   | 2001 | Algèria                        | Alger     | 6.500                 | 110                 | ¡Globalitzem la lluita per la pau, la solidaritat, el desenvolupament i contra l'imperialisme !                                |
| FMJE 2005 | XVI                                                  | 2005 | Veneçuela                      | Caracas   | 17.000                | 145                 | Per la Solidaritat i la Pau, lluitem contra l'imperialisme i la guerra                                                         |
|           | XVII                                                 | 2010 | Sud-àfrica                     | Pretòria  | 15.000                | 126                 | ¡Per un món en pau, per la solidaritat i la transformació social, derrotem l'imperialisme!                                     |
| -         | XVIII                                                | 2013 | Equador                        | Quito     | 8,500                 | 80                  | Joves uniu-vos contra l'Imperialisme, per a un món de pau, solidaritat i transformació social!                                 |
| FMJE 2017 | XIX                                                  | 2017 | Rússia                         | Sotxi     | 30,000                | 185                 | Joves uniu-vos per una pau duradora!                                                                                           |

## Galeria d'imatges

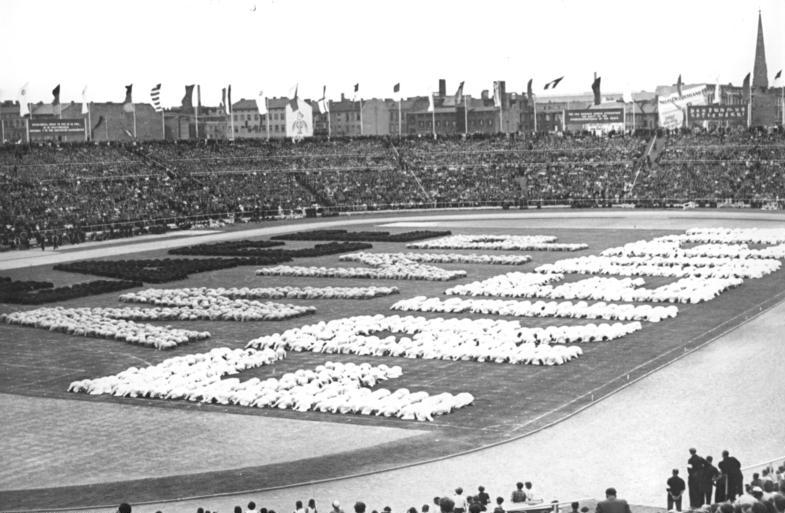
Cerimònia d'obertura del 3r Festival a Berlín.
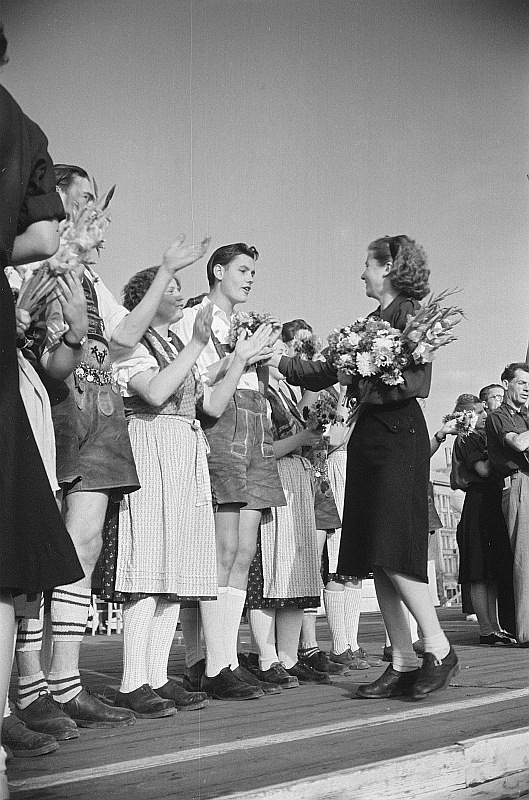
Grup de dansa folklòrica austríac en el 3r festival.
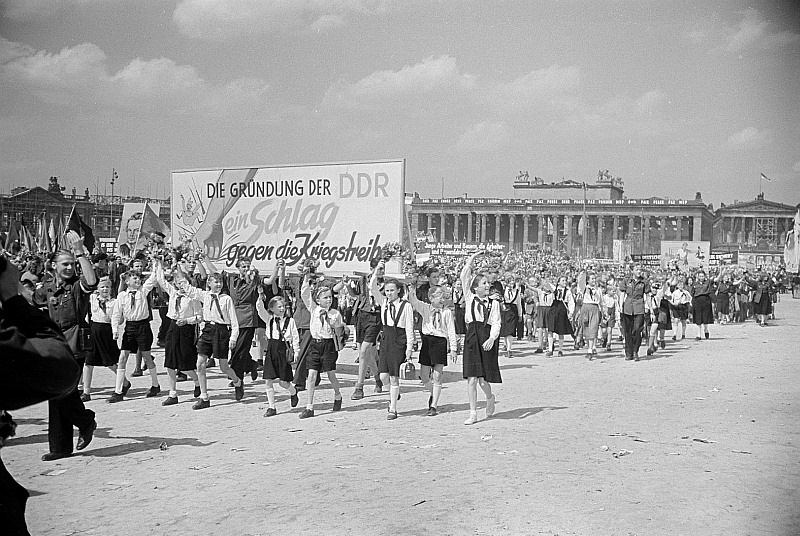
3r festival.
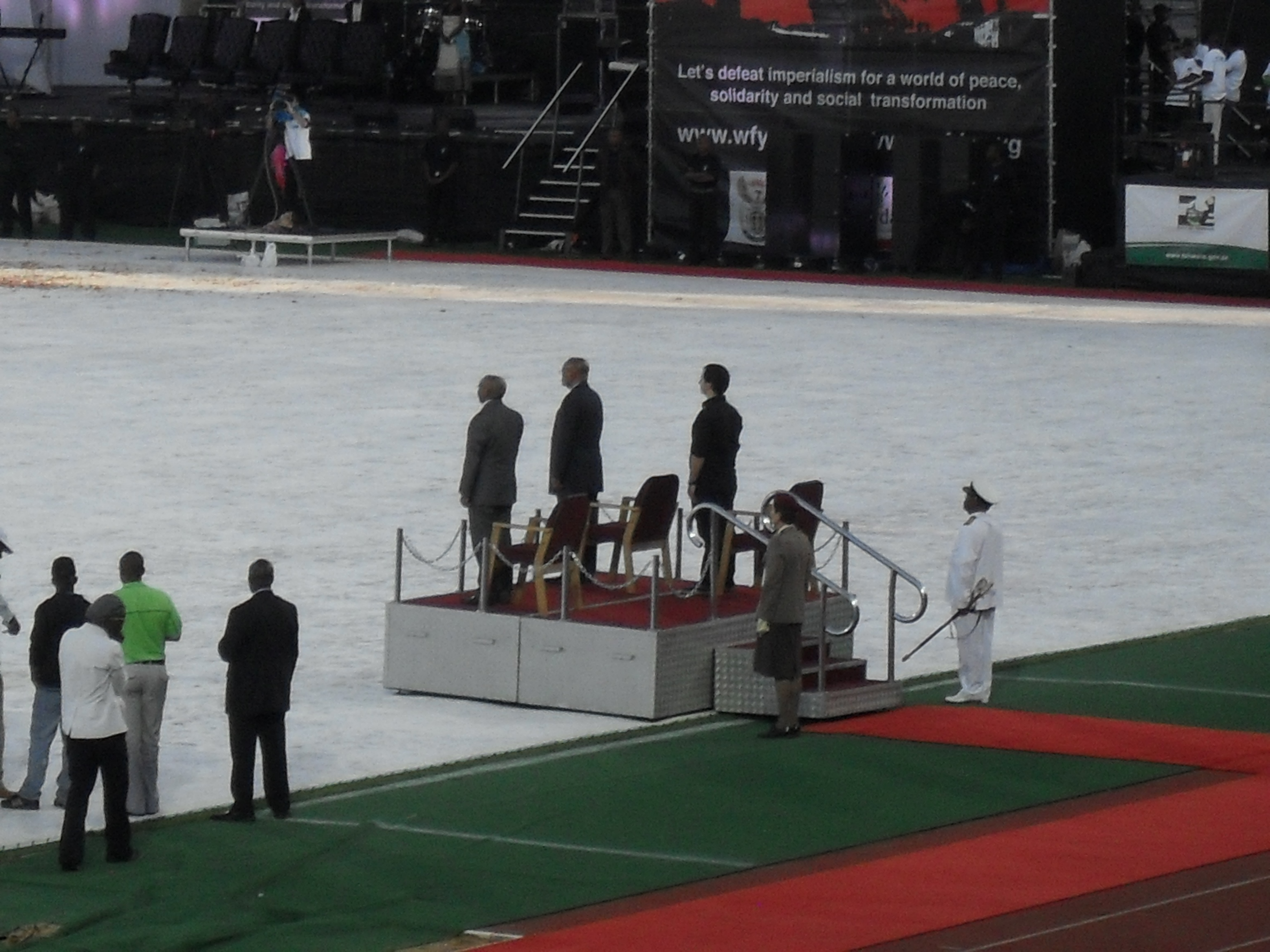
El president sud-africà Jacob Zuma en el 17è festival a Tshwane.
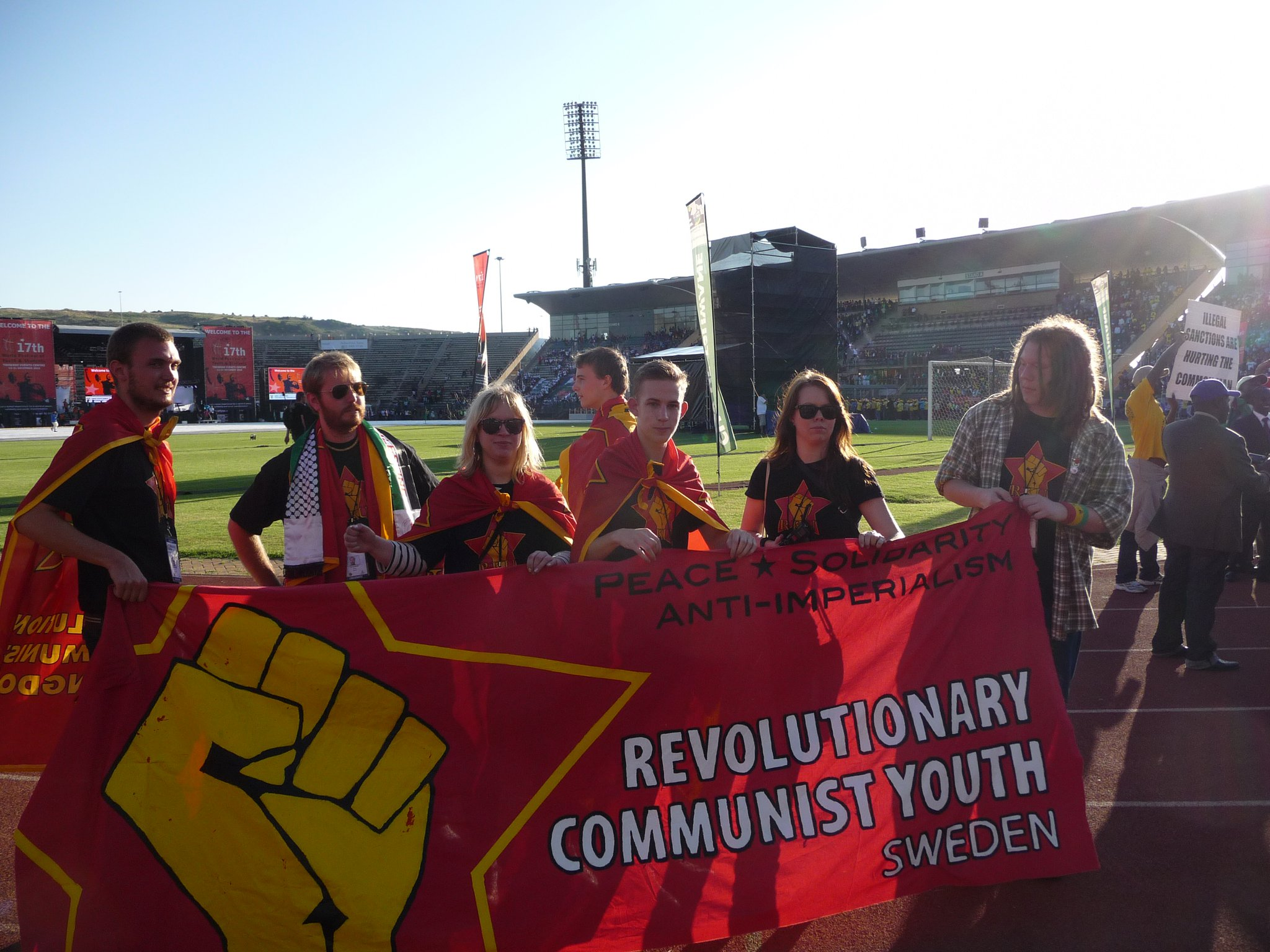
Part de la delegació sueca en el 17è festival.
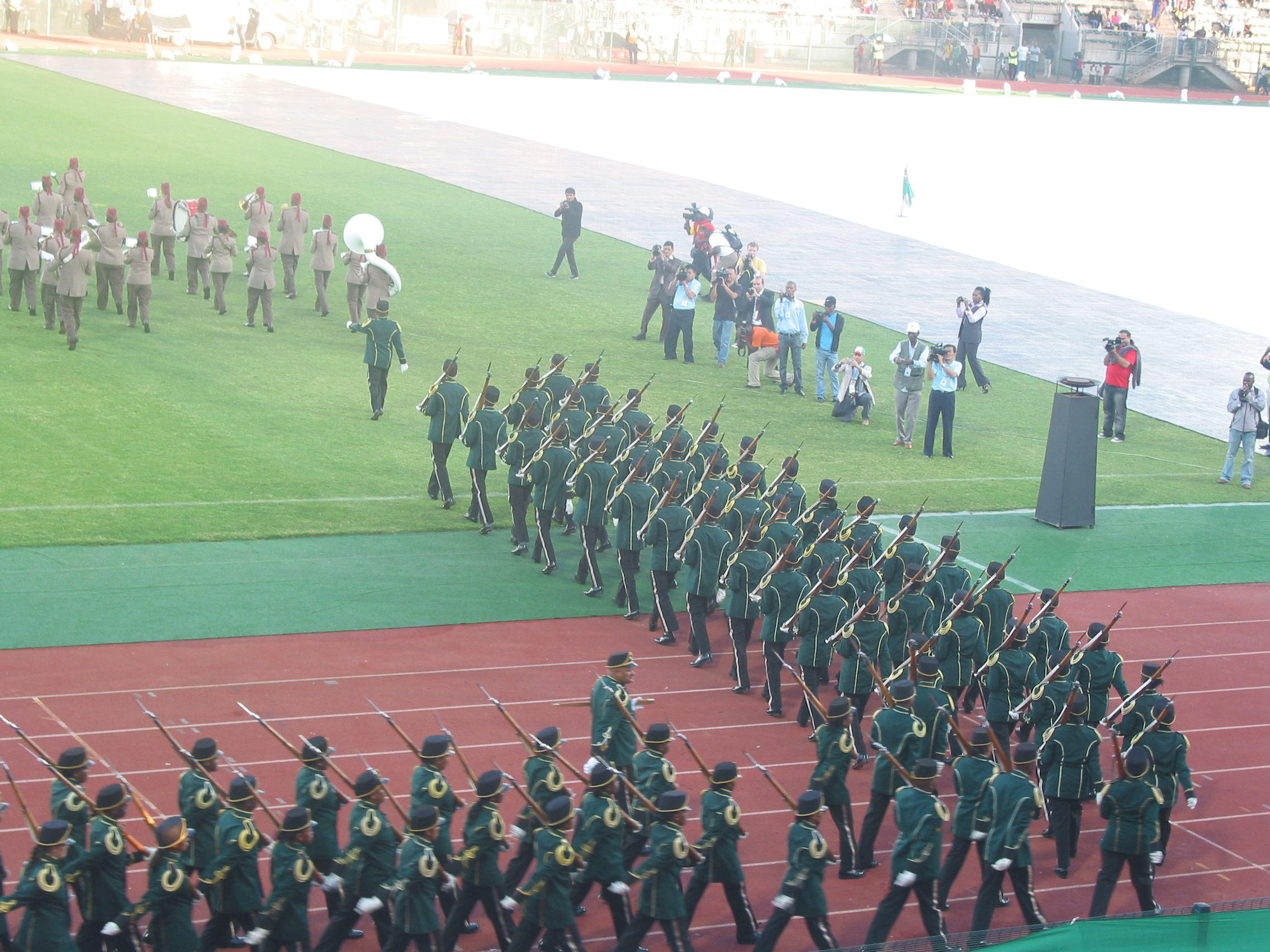
Soldats sud-africans en l'obertura del 17è festival.
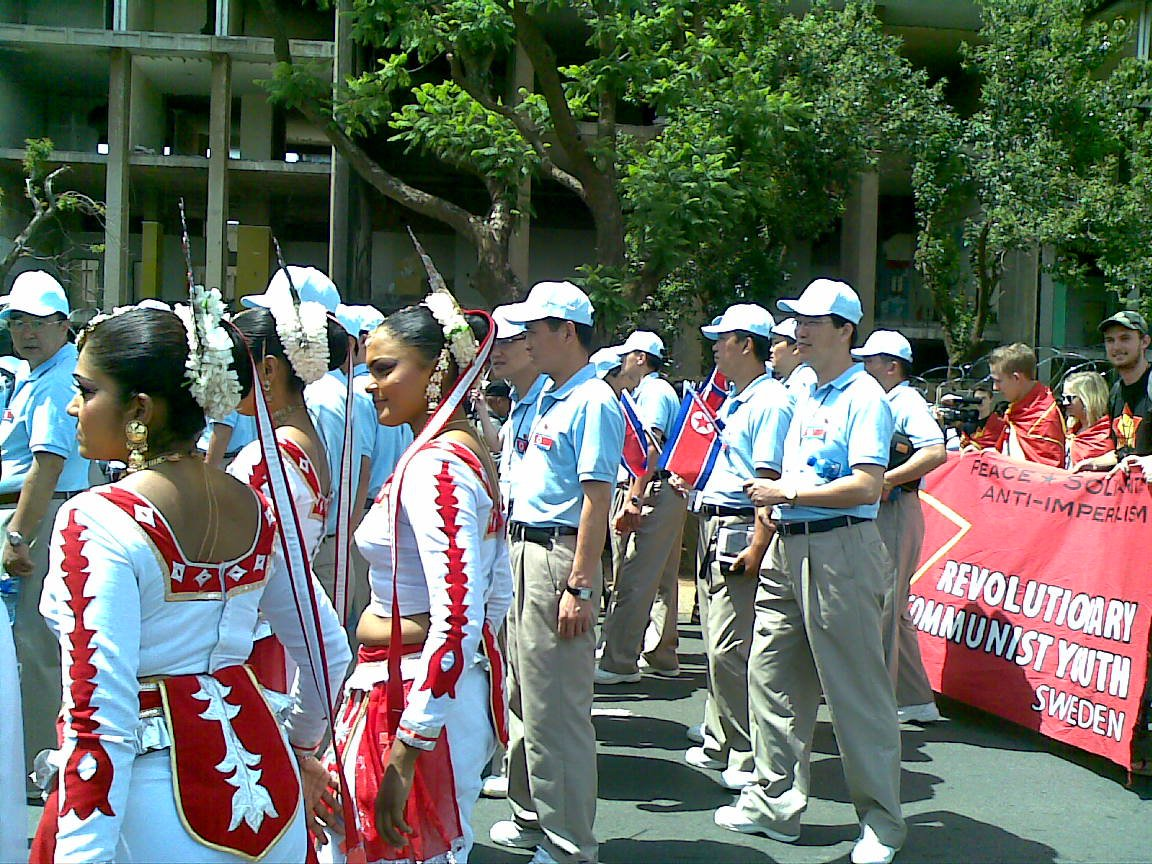
Sri Lanka, Corea del Nord i Suècia en la clausura del 17è festival.
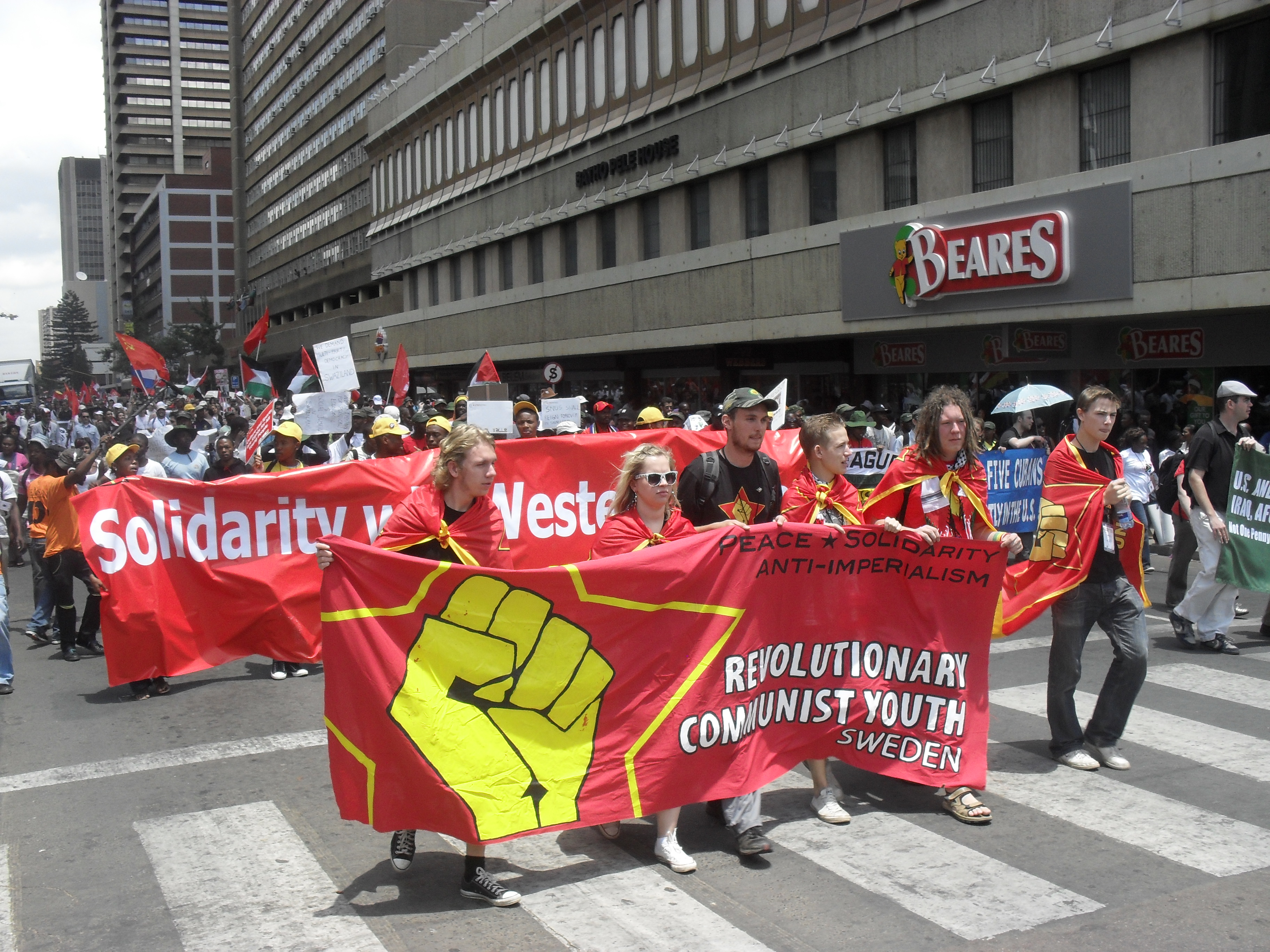
Marxa final sobre Tshwane al 17è festival. A la foto són suecs i porten una bandera amb el text Solidaritat amb el Sàhara Occidental.
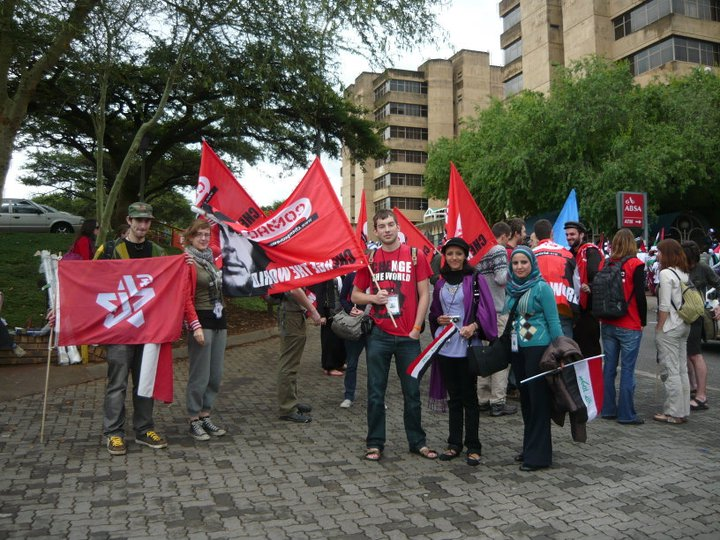
Delegats neerlandesos, belgues, i iraquians al 17è festival.
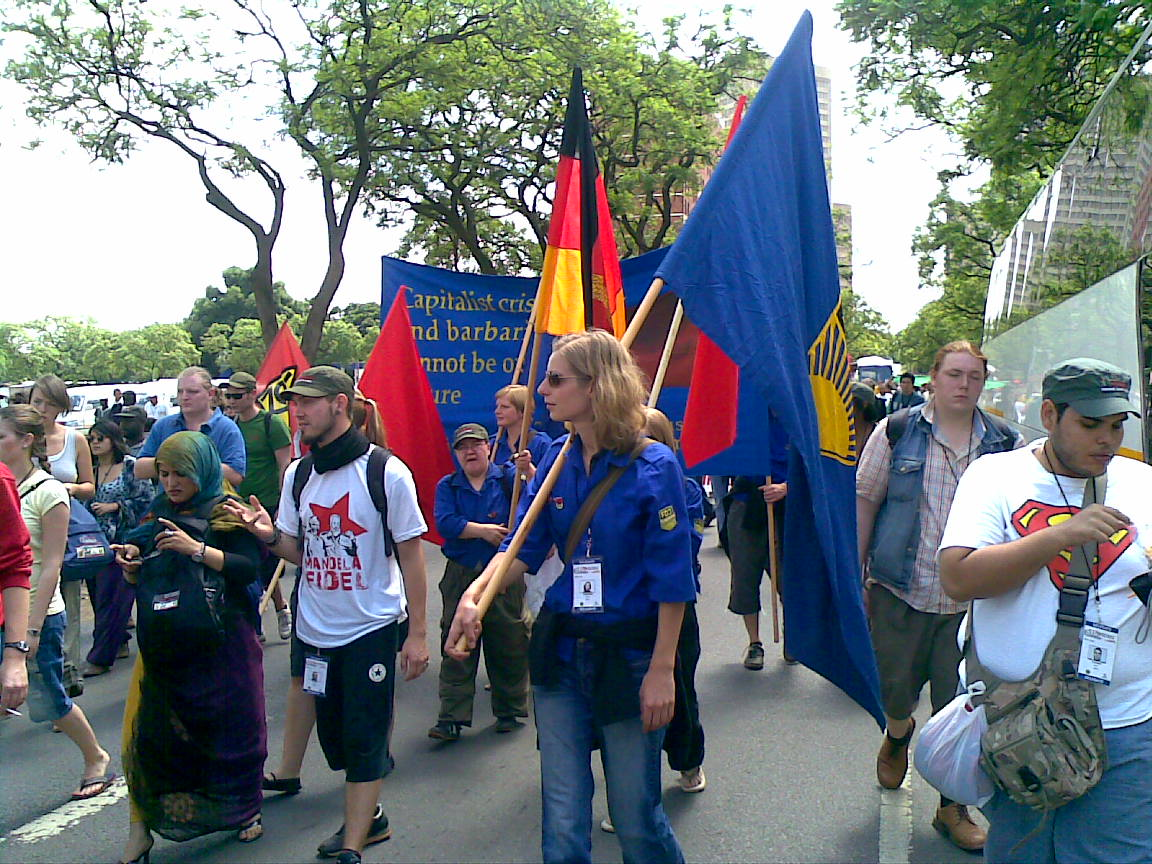
Alemanys en la marxa final del 17è festival.
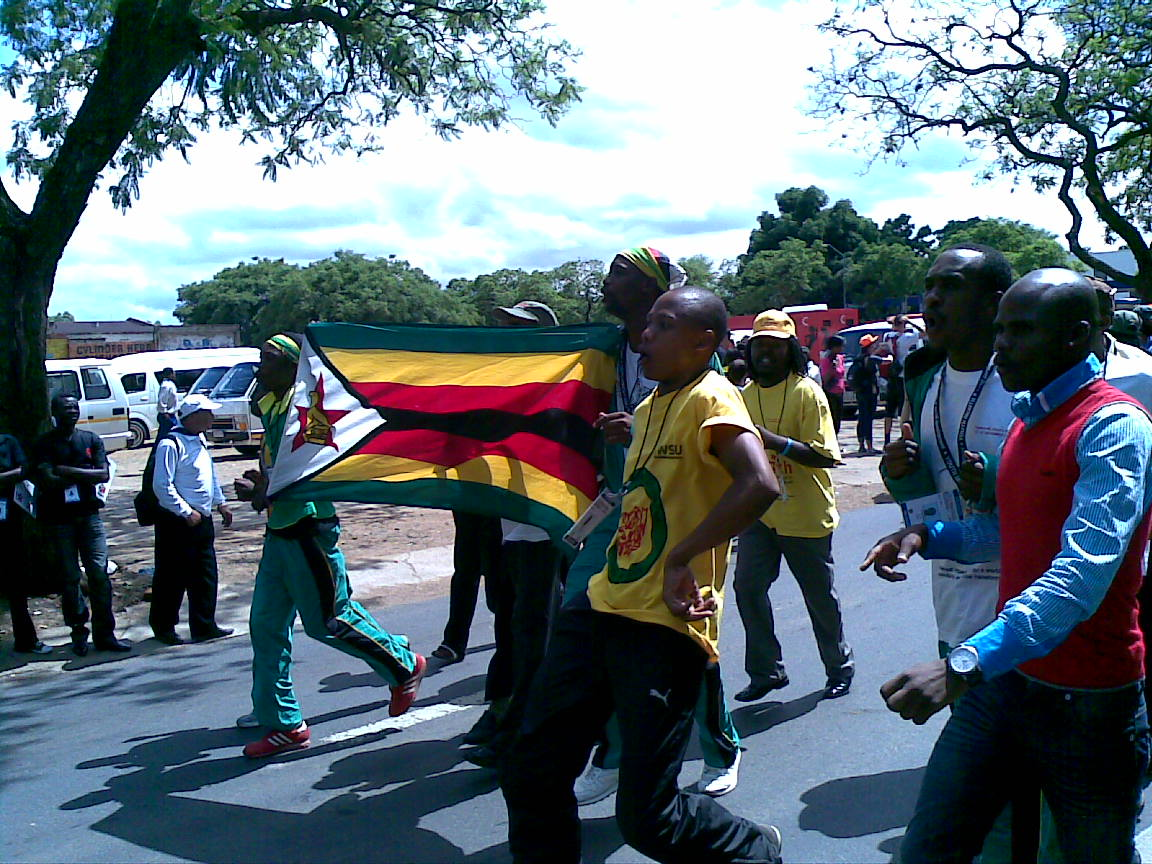
Dansaires de Zimbàbue en la marxa final del 17è festival.